# 山中諄
山中 諄（やまなか まこと、1943年（昭和18年）2月1日 - ）は日本の経済人。南海電気鉄道相談役。三重県阿山郡島ヶ原村（現在の伊賀市）生まれ。日本国有鉄道職員の父の転勤で、京都、奈良、大阪を転々とした。

## 来歴・人物
- 1961年（昭和36年）、京都府立桃山高等学校卒業[2]。
- 1965年（昭和40年）、立命館大学経済学部卒業。同年4月、南海電気鉄道入社。
- 1995年（平成7年）、取締役鉄道事業本部運輸部長。
- 1996年（平成8年）、常務取締役バス営業本部長。
- 2001年（平成13年）、取締役社長就任。
- 2004年（平成16年）、立命館大学校友会会長就任[3]。
- 2005年（平成17年）4月以降、「なんばパークス」「なんばCITY」その他不動産・流通事業を担う南海都市創造の取締役社長を兼務。
- 2007年（平成19年）6月28日の取締役会を経て、会長兼CEOに就任。後任は亘信二がCOO兼任で着任。
- 2009年（平成21年）、関西経済同友会代表幹事に就任。
- 2012年（平成24年）、西日本高速道路株式会社会長に就任。
- 2014年（平成26年）、MBSメディアホールディングス監査役に就任（2022年6月22日付で退任）。
- 2015年（平成27年）、代表取締役及びCEOを退任。取締役会長となる。
- 2017年（平成29年）6月23日、会長を退任し、取締役相談役となる[4]。11月、旭日重光章を受章[5]。
- 2019年6月21日付 - 南海電気鉄道特別顧問[6]